# Super 1600
Super 1600 (häufig auch: S1600) ist eine Klasse im Rallye-Sport, welche besonders in nationalen Meisterschaften zu finden ist. Darüber hinaus aber auch in der Rallye-Juniorenweltmeisterschaft (ehemals JWRC). Jeder Automobilhersteller, welcher ein Straßen-zugelassenes Fahrzeug im Sortiment hat, das die Anforderungen erfüllt, ist theoretisch in der Lage ein Wettbewerbsfahrzeug für die Super 1600 Klasse zur Verfügung zu stellen. Das Reglement wurde im Jahr 2000 von der FIA (Fédération Internationale de l’Automobile) entworfen und bereits 2001 fand der erste Wettbewerb statt. Die Super 1600 richtet sich besonders an Einsteiger in der Szene und soll jungen Fahrern eine Möglichkeit eröffnen auch an internationalen Veranstaltungen teilnehmen zu können – später evtl. auch an der World Rally Championship.

## Technische Einzelheiten

### Reglement
Wie in den meisten von der FIA abgenommenen Klassen wird auch bei den Super 1600 Fahrzeugen eine Homologation erforderlich, wonach geeignete Straßen-zugelassene Fahrzeuge innerhalb des Reglements verändert werden dürfen – natürlich nur innerhalb der Vorgaben des Reglements. Die Änderungen erlauben beispielsweise modifizierte oder völlig neue Komponenten an Motor, Getriebe, Aufhängung, Karosserie usw. Im Super 1600 Reglement meint „geeignet“ einen PKW mit nur einer angetriebenen Achse (Frontantrieb) und einem 4-Zylinder Saugmotor mit maximal 1600 cm³ (kein Turbo!). Im Homologationszeitraum muss das Fahrzeug in Serienproduktion sein oder zuvor in Serienproduktion gewesen sein.
Das direkte Mitwirken eines Herstellers (Werksteam) ist für das Erlangen der Homologation nicht zwingend erforderlich. Beim Einsatz sog. Produktionswagen im Motorsport ist der Einsatz der Fahrzeuge durch unabhängige Teams oder Konstrukteure geläufig. In manchen Fällen werden auch offiziell unterstützte Entwicklungsprogramme an erfahrene Motorsport-Teams abgegeben. Beispiele: Der Citroën C2 wurde vom Hersteller selbst entwickelt; der Ford Fiesta wurde bei M-Sport in Auftrag gegeben; und der Opel Corsa wiederum wurde von RML im Auftrag von Opel/GM Europe entwickelt.

### Modifikationen
In den Rallye-Fahrzeugen sind sequentielle Getriebe mit maximal 6 Vorwärtsgängen zugelassen. Ebenso darf der Motor (mit Ausnahme von Motorblock und Zylinderkopf) verändert werden. Beschränkungen sind hier ein Maximum von 230 PS und eine Lautstärke am Auspuff von 100 dB bei 4500/min. Wie in den Maßgaben der World Rally Cars ist es in der Super 1600 erforderlich eine Standard-Karosserie für den Wettbewerbseinsatz mit einem Überrollkäfig zu verstärken. Darüber hinaus dürfen Veränderungen an der Karosserie vorgenommen werden, um das Fahrzeug beispielsweise breiter zu machen und die Aerodynamik zu verbessern. Das Gewicht eines Wettbewerbsfahrzeugs liegt bei einem Minimum von 980 kg. Wird allerdings ein Motor mit nur 2 Ventilen pro Zylinder verwendet, ist eine Untergrenze von 920 kg einzuhalten. In den meisten Fällen wiegen die Fahrzeuge ca. 50 – 100 kg weniger als die Serien-Version. Ein 1,6 l Citroën C2 wiegt beispielsweise 1055 kg.

### Homologations-Fahrzeuge
Super 1600 Fahrzeuge, welche auf nationaler und internationaler Ebene an Wettbewerben teilnehmen, sind z. B.:
- Audi A1
- Citroën C2
- Suzuki Swift
- Citroën Saxo
- Renault Clio
- Suzuki Ignis
- Fiat Punto
- Ford Puma
- Ford Fiesta
- VW Polo
- Opel Corsa
- Lada 112
- MG ZR

## Verwandte Artikel
- Super 2000
- Rallye-Juniorenweltmeisterschaft
- World Rally Car
- Gruppe A
- Gruppe N